# Credito Valtellinese
Il Credito Valtellinese, o Creval, è stata una banca italiana. È stata una banca popolare fino al 2016, quando è trasformata in una società per azioni. Dal 17 marzo 1994 al 4 giugno 2021 è stato quotato nell'indice FTSE Italia Mid Cap della Borsa di Milano.
Nel 2021 viene acquisito dal gruppo Crédit Agricole Italia.
Il 24 aprile 2022, Creval viene incorporata dal Crédit Agricole Italia, terminando una storia durata 114 anni.

## Storia

### 1908: le origini

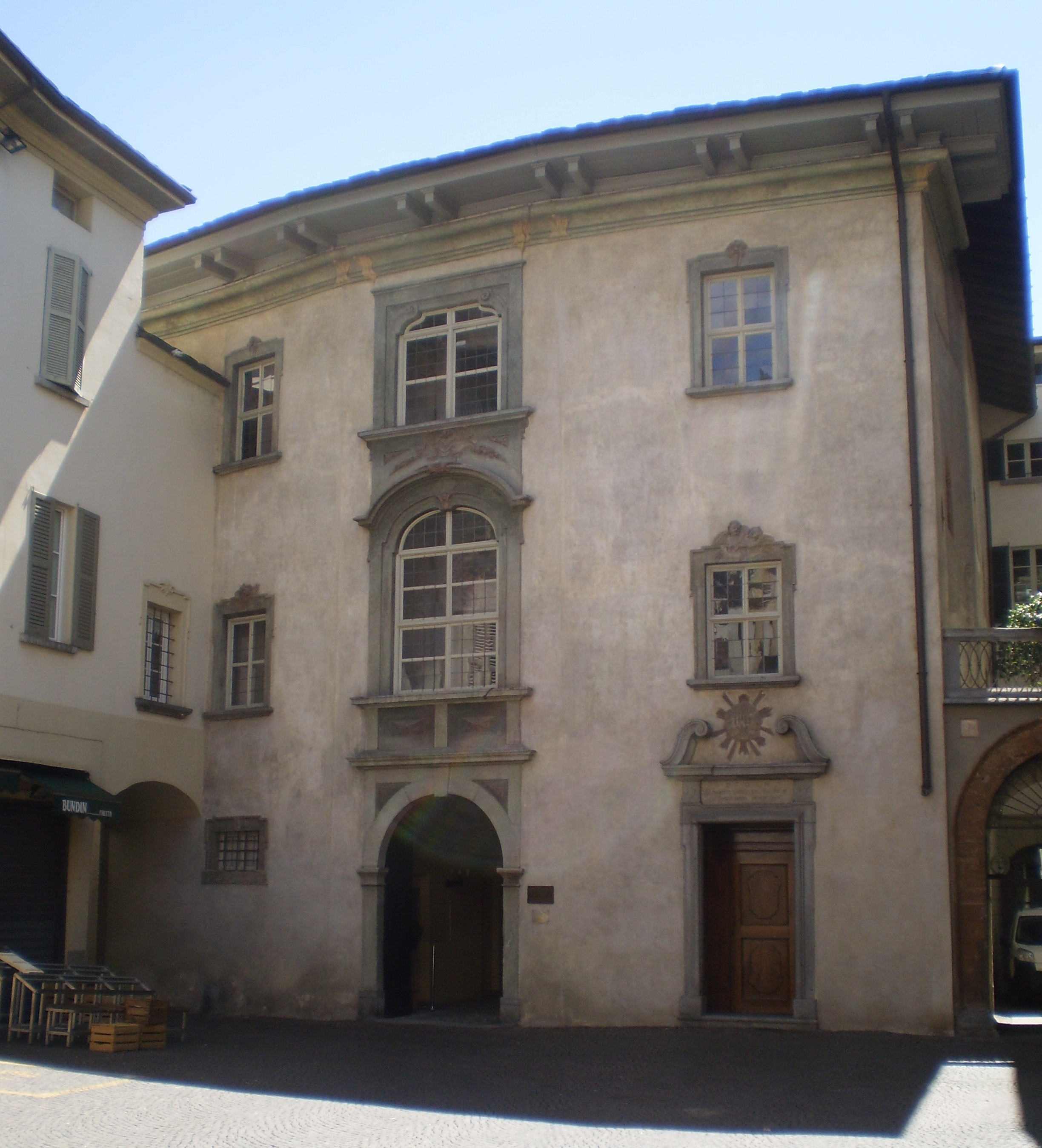
Palazzo Sertoli, sede legale del Credito Valtellinese, facciata di Piazza Quadrivio, Sondrio.

Il Creval nasce a Sondrio il 12 luglio 1908 con il nome di Banca Piccolo Credito Valtellinese, su iniziativa di 60 soci fondatori, possessori di 1489 azioni dal valore di 20 lire ognuna.

Questa banca popolare ha sempre basato il proprio operato sul principio di solidarietà, proprio delle popolazioni della Valtellina e dell'ambiente cattolico nel quale la banca si è sviluppata, in ottemperanza al proprio Statuto che, all'articolo 2.1, recita:
"La Società ha per scopo la raccolta del risparmio e l'esercizio del credito, tanto nei confronti dei propri Soci che dei non Soci, e si ispira ai principi della mutualità; essa si propone altresì di sostenere e promuovere lo sviluppo di tutte le attività produttive con particolare riguardo a quelle minori e alle imprese cooperative e di favorire, in conformità alle intenzioni dei suoi fondatori e alla sua tradizionale ispirazione cristiana, le istituzioni tendenti a migliorare le condizioni morali, intellettuali ed economiche delle classi meno abbienti, anche con attività benefiche."

### 1983 - 1994: la banca diventa gruppo

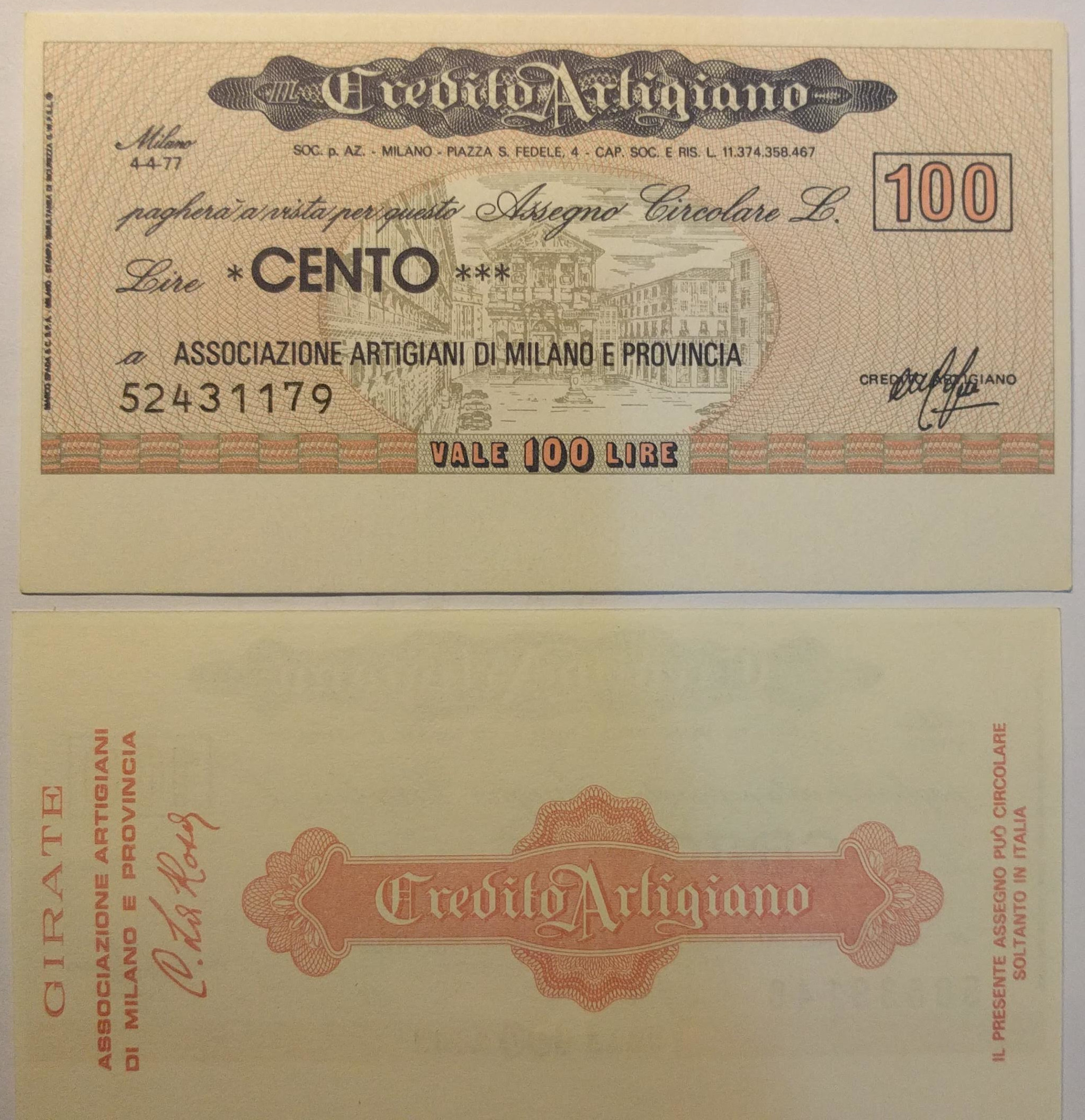
Miniassegno emesso dal Credito Artigiano, dal 1995 nel Credito Valtellinese

Fino ai primi anni ottanta, la storia della banca resta limitata alla Valtellina. Ma in questi anni, vengono prese le decisioni che porteranno il Credito Valtellinese a crescere oltre i propri confini e a diventare uno dei principali gruppi bancari italiani: viene decisa una revisione sostanziale della governance, con l'acquisto della Technoleasing (1983 - dal 1997 Bancaperta) e con la costituzione di tre società: Bankadati (1982), per il presidio dei sistemi informatici; Stelline (1983), per la gestione del patrimonio immobiliare; Deltas (1984), per la gestione della governance, della compliance e della formazione.

### 1995 - 2010: gli anni dell'espansione
Nel 1995 il Credito Valtellinese acquisisce una banca popolare milanese, che condivideva con l'istituto ideali comuni ed una comune base cattolica: il Credito Artigiano. Nel 1997 è la volta della Banca Popolare di Rho, che successivamente (2003) viene trasformata nel polo del private banking di gruppo, con il nome di Creval Private Banking.

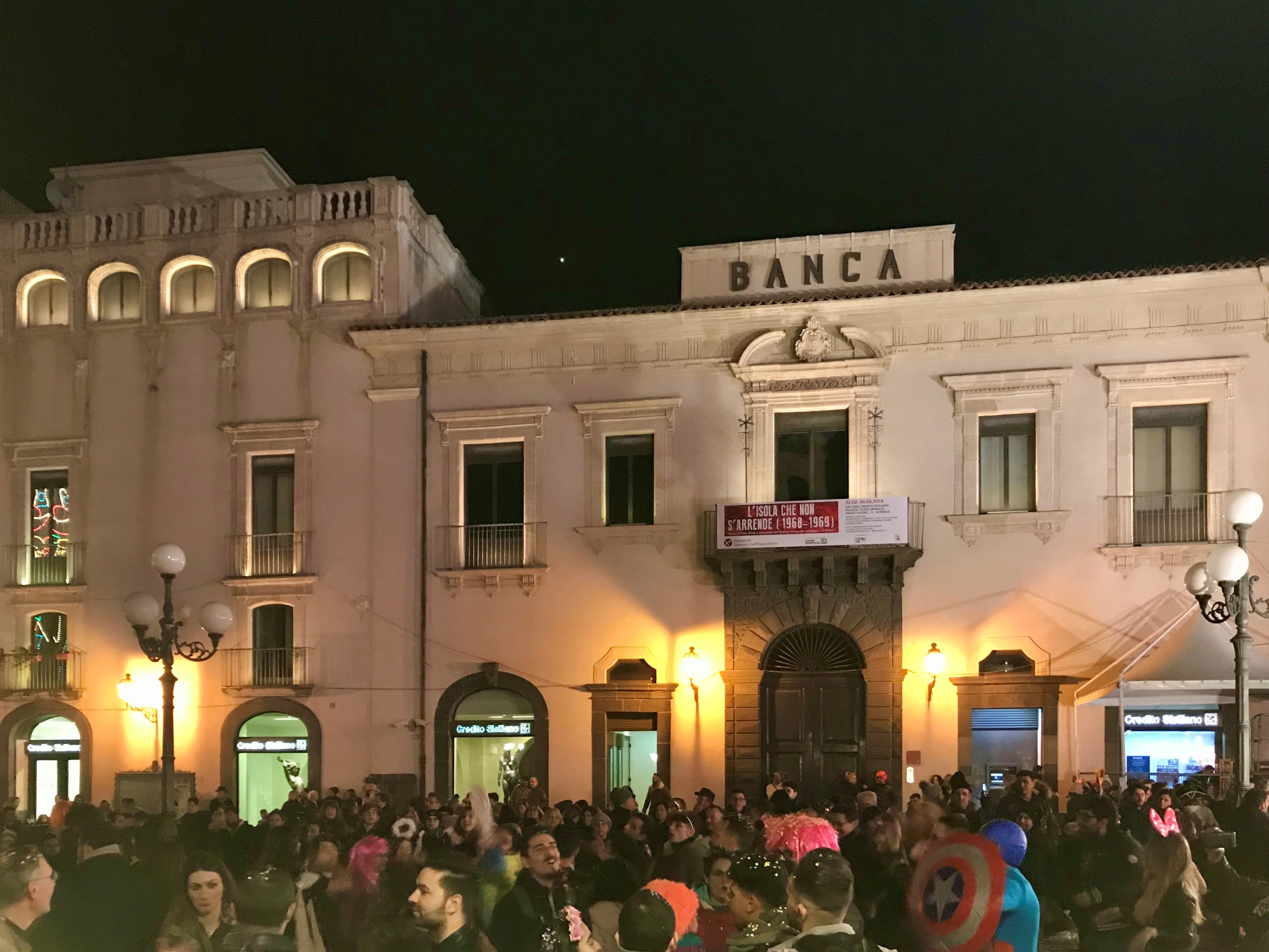
Palazzo Costa Grimaldi, Acireale sede della Banca Popolare Santa Venera, ora Creval

Nel 1998 è la volta dello sbarco in Sicilia: entra nell'orbita del gruppo la Banca Popolare Santa Venera e dal 1999 la Cassa San Giacomo, storica banca fondata da don Luigi Sturzo. Nello stesso anno viene acquisita la Banca dell'Artigianato e dell'Industria, con sede a Brescia ed attiva nella Lombardia orientale.
Nel 2001 avvengono le ultime due acquisizioni in Sicilia, che trasformano il Credito Valtellinese nel quarto gruppo bancario della regione: Banca Regionale Sant'Angelo e Leasingroup Sicilia. Le banche siciliane vengono riorganizzate l'anno successivo: Cassa San Giacomo cede la propria rete sportelli e successivamente diverrà Mediocreval, specializzata in finanziamenti ad imprese; le altre vengono fuse in una nuova banca, il Credito Siciliano, quarta banca siciliana per numero di sportelli.
Sempre nel 2002 avviene l'acquisizione della Rileno SpA, destinata a gestire i rapporti con le tesorerie e gli enti pubblici, successivamente rinominata Creset.
Nel decennio di espansione 1992 - 2003, Presidente del Credito Valtellinese è l'Avvocato dello Stato Francesco Guicciardi .
Nel 2008 avviene lo sbarco del Gruppo nel territorio marchigiano, con l'acquisizione della CARIFANO - Cassa di Risparmio di Fano.
Questo istituto venne ceduto da Banca Intesa che, dopo la fusione con il gruppo Sanpaolo IMI, aveva nella regione Marche due banche retail: da una parte la Carifano (ex-Intesa), nel nord della regione ed in Romagna; dall'altra la Banca Popolare dell'Adriatico (ex-Sanpaolo) con filiali in Marche, Abruzzo e Molise.
Sempre nel 2008 in Piemonte, nasce il Credito Piemontese, dove il gruppo si espande con l'acquisizione di una parte delle filiali vendute per l'effetto dell'antitrust da Intesa Sanpaolo a seguito della fusione tra Banca Intesa e Sanpaolo Imi.
Nel 2009 vengono completate le acquisizioni della Banca Cattolica, nel viterbese, e l'anno successivo della Banca della Ciociaria, nel Lazio meridionale, che venne rinominata Credito del Lazio. Il gruppo raggiunge la dimensione territoriale attuale.

### 2011-2016: le fusioni e la trasformazione in S.p.A.
Per effetto del piano industriale 2011-2014, si è provveduto ad una semplificazione della struttura del gruppo. In particolare:
- Banca Cattolica S.p.A.[17]: incorporata nel Credito Artigiano S.p.A. dal 24 ottobre 2011;
- Credito del Lazio S.p.A.[17] (già Banca della Ciociaria S.p.A.): incorporata nel Credito Artigiano S.p.A. dal 24 ottobre 2011;
- Bancaperta S.p.A.[18]: incorporata nel Credito Valtellinese S.c. dal 28 novembre 2011;
- Banca dell'Artigianato e dell'Industria S.p.A.[18]: incorporata nel Credito Valtellinese S.c. dal 12 dicembre 2011;
- Credito Piemontese S.p.A.[18]: incorporata nel Credito Valtellinese S.c. dal 12 dicembre 2011;
- CARIFANO - Cassa di Risparmio di Fano S.p.A.[19]: incorporata nel Credito Artigiano S.p.A. dal 1º gennaio 2012; con medesima decorrenza, conferimento della rete sportelli Marche ed Umbria del Credito Artigiano S.p.A. alla Nuova Carifano S.p.A., che assume la denominazione di Cassa di Risparmio di Fano S.p.A. e che viene incorporata in Credito Valtellinese Spa nel novembre 2016;
- Aperta SGR[20]: cessione del 100% della società ad Asset Management Holding S.p.A. (società che controlla Anima Sgr) dal 9 agosto 2012;
- Lussemburgo Gestioni[20]: cessione del 70% della società ad Asset Management Holding S.p.A. dal 9 agosto 2012;
- Credito Artigiano S.p.A.[21]: incorporata nel Credito Valtellinese S.c. dal 10 settembre 2012;
- Deltas Soc.Cons.P.A.[22]: incorporata nel Credito Valtellinese S.c. dal 31 marzo 2013;
- Aperta Fiduciaria S.r.l.[23]: cessione del 100% della società ad Istifid Società Fiduciaria e di Revisione S.p.A. dal 1º luglio 2013.

Nell'aprile 2016 cambio al vertice della banca: lascia lo storico presidente Giovanni De Censi, gli subentra l'ex direttore generale e amministratore delegato Miro Fiordi.  A seguito delle deliberazioni assunte nel corso dell'assemblea straordinaria dei soci del 29 ottobre 2016, è approvata la trasformazione in società per azioni e un contestuale raggruppamento azionario, in rapporto 10:1.

### Nel 2018 entrano i fondi
Ad aprile 2017 il Creval aveva proposto alla conterranea Banca Popolare di Sondrio una fusione, ma quest'ultima ha declinato tale proposta. Nel dicembre 2017 l'assemblea straordinaria dei soci ha approvato il robusto aumento di capitale da 700 milioni, una cifra sei volte superiore al suo valore di Borsa, per chiudere con un passato di acquisti che dal 2010 ha portato la banca a perdere 1,1 miliardi e dal 2015 ha fatto crollare il titolo in Borsa del 90%. A fine 2017 la banca registra in bilancio una perdita di 331 milioni di euro.
Da febbraio 2018 l'aumento di capitale che interessa 150.000 soci. Prevede l'emissione di 6.996.605.613 azioni ordinarie Creval di nuova emissione a 0,10 euro offerte in opzione agli azionisti nel rapporto di 631 nuove azioni per ogni azione posseduta. L'operazione è conclusa in 4 mesi: entrano nuovi soci, i principali sono fondi istituzionali e hedge funds mentre ai piccoli azionisti resta solo il 10% del capitale. Il singolo maggiore azionista è un hedge fund di New York, Steadfast Capital con l'8,5% del capitale. Gli altri principali azionisti: Algebris di Davide Serra (5,28%), Hopsking Partners (5%), Crédit Agricole (5%), DGFD sa dell'imprenditore francese (residente in Svizzera) Denis Dumont specializzato nella grande distribuzione con il marchio Grand Frais. "È nato un nuovo Creval", dichiara il presidente Fiordi.
Nel maggio 2018 è approvata l'operazione di fusione del Credito Siciliano in Creval (che ne ha il controllo con il 98,5% del capitale) con un rapporto di concambio fissato in 78,35 nuove azioni Creval per ogni azione Credito Siciliano. Nel 2018 è varato anche il piano industriale che prevede una ristrutturazione del gruppo con la chiusura di una cinquantina di filiali (in modo da essere 361 a fine 2018) e la riduzione dei dipendenti (saranno 3.730 a fine 2018).
Nell'ottobre 2018 l'assemblea, tenuta per la prima volta non più a Sondrio ma Milano, si esprime a maggioranza (69,92% del capitale presente, 45,55% del capitale della banca) per la lista che fa capo al francese Denis Dumont che elegge 12 dei 15 componenti del cda. La lista istituzionale di Assogestioni (per conto degli azionisti Arca Fondi, Eurizon Capital Sgr, Fideuram Investment Sgr, Mediolanum Gestione Fondi) ottiene il 29,69% del capitale presente (19,34% del capitale della banca) e tre esponenti nel cda. I contrari alle due liste hanno ottenuto lo 0,17%. Finisce l'era Fiordi, nuovo presidente è nominato Luigi Lovaglio.
Nuovo cambio al vertice pochi mesi più tardi: nel febbraio 2019 Mauro Selvetti, l'amministratore delegato che avrebbe dovuto realizzare il piano industriale triennale di ristrutturazione, si dimette. Il suo incarico passa a Luigi Lovaglio (ex UniCredit fino al 2017) voluto in quel ruolo dal fondo Algebris di Davide Serra con l'appoggio di Denis Dumont. Lovaglio, che lascia la presidenza ad Alessandro Trotter, uno dei professionisti più vicini al socio francese Dumont e fino a quel momento vicepresidente, assume anche l'incarico di direttore generale.
Sempre nel febbraio 2019 il fondo Altera Capital Investment, che aveva sottoscritto il 3% nell'aumento da 700 milioni di euro, ha comprato altre azioni a prezzi più bassi (dall'hedge fund americano Steadfast, sceso dall'8,5% sotto il 5%) diventando il primo socio di Creval con una quota del 7,07% e con un investimento di circa 200 milioni. Si tratta di un fondo con sede alle isole Cayman ma fondato nel 2012 da due russi: Vyacheslav Pivovarov e Kirill Androsov, ex capo dello staff di Vladimir Putin quando era primo ministro ed ex presidente di Aeroflot.  Nell'agosto 2019 Denis Dumont porta la sua quota di partecipazione dal 5,7% al 9,9%, diventando il principale azionista della banca.

### Nel 2020 l'Opa di Crédit Agricole Italia
Il 23 novembre 2020 Crédit Agricole Italia, controllata dal gruppo francese Crédit Agricole, lancia un'OPA (Offerta pubblica d'acquisto) amichevole, ma non concordata, sull'intero capitale della banca valtellinese a 10,5 euro per azione con un premio di oltre il 21% rispetto all'ultima quotazione e con esborso massimo di 737 milioni di euro. Successivamente ad un aumento a 12,50 euro per azione, Crédit Agricole conclude l’OPA con successo, acquisendo il 91,17% delle azioni di Creval. La valutazione di Creval è così passata da 737 milioni a 855 milioni.
Venerdì 4 giugno 2021 è avvenuto il delisting dalla Borsa Italiana a seguito del successo dell'opa residuale e del conseguente "squeeze-out", che hanno portato Crédit Agricole a detenere il 100% del capitale di Creval.

## Gruppo

### Mercato bancario
- Credito Valtellinese S.p.A.

### Assicurazioni
- Global Broker S.p.A. (controllata al 30% da Credito Valtellinese e al 70% da Ri-Fin S.r.l.) - società di brokeraggio assicurativo che si occupa principalmente dell’offerta assicurativa a favore della clientela PMI

### Società strumentali
- Stelline Real Estate S.p.A. (REOCO controllata al 100% da Credito Valtellinese S.p.A.)

### Factoring
- CrevalPiùFactor S.p.A. (controllata al 100% da Credito Valtellinese S.p.A.)

### Non profit
- Fondazione Gruppo Credito Valtellinese

## Quota di mercato
Il Credito Valtellinese era il dodicesimo gruppo bancario italiano per numero di sportelli sul territorio al 2018.
Aveva una quota di mercato nazionale pari a 1,6% per numero di sportelli, 1% relativamente ai depositi e circa 1% per impieghi a clientela al 2017. Aveva quote di mercato elevate in Lombardia 3,45% per numero di sportelli, 2,35% per depositi e 2,08% per impieghi alla clientela e in Sicilia 8,04% per numero di sportelli, 4,31% per depositi e 4,67% per crediti alla clientela. Nelle Marche raggiungeva una quota di mercato complessiva pari a 3,14% per numero di sportelli, a 2,87% e 3,43% rispettivamente per depositi e crediti alla clientela. In particolare aveva una quota di mercato elevata nella provincia di Sondrio, quota per sportelli supera il 31,7%, 31,6% per i depositi e 27,0% per gli impieghi. Nelle provincie di Lecco, dove, con una quota del 6,2% per numero di sportelli, raggiungeva il 7,6% per impieghi e supera il 7,4% per i depositi, e Como dove le quote di mercato erano pari a 6% per sportelli, 5,5% e 4,6% rispettivamente per impieghi e depositi. Nei territori di pertinenza del Credito Siciliano, percentuali altrettanto importanti si rilevavano in provincia di Catania, laddove la quota di mercato per sportelli era superiore al 16,2%, con quote prossime al 9,6% per i depositi e all’8,5% per gli impieghi. La provincia di Pesaro Urbino raggiungeva una quota di mercato per sportelli che superiore al 9,1%, prossima al 9,6% per i depositi e all’8,4% per gli impieghi.
La banca ha 362 filiali concentrate prevalentemente nel Nord Italia (203 filiali)  e in Sicilia (94 filiali).

## Dati finanziari
Dati finanziari del Credito Valtellinese
| Anno | Proventi operativi netti (in milioni di €) | Utile/Perdita di esercizio (in milioni di €) | Totale dell'attivo (in milioni di €) | Patrimonio netto (in milioni di €) |
| ---- | ------------------------------------------ | -------------------------------------------- | ------------------------------------ | ---------------------------------- |
| 2019 | 637                                        | 56                                           | 24.340                               | 1.656                              |
| 2018 | 686                                        | 31                                           | 26.472                               | 1.566                              |
| 2017 | 763                                        | -331                                         | 24.956                               | 1.442                              |
| 2016 | 707                                        | -333                                         | 25.469                               | 1.753                              |
| 2015 | 855                                        | 118                                          | 26.882                               | 2.183                              |
| 2014 | 904                                        | -325                                         | 28.813                               | 2.020                              |
| 2013 | 828                                        | 11                                           | 27.198                               | 1.908                              |
| 2012 | 810                                        | -322                                         | 29.896                               | 1.981                              |
| 2011 | 858                                        | 52                                           | 28.411                               | 1.864                              |
| 2010 | 840                                        | 69                                           | 26.760                               | 2.002                              |
| 2009 | 822                                        | 76                                           | 24.896                               | 1.927                              |
| 2008 | 767                                        | 100                                          | 23.563                               | 1.704                              |
| 2007 | 678                                        | 85                                           | 17.228                               | 1.576                              |
| 2006 | 564                                        | 68                                           | 14.901                               | 881                                |
| 2005 | 500                                        | 55                                           | 12.981                               | 756                                |
| 2004 | 481                                        | 23                                           | 11.412                               | 532                                |
| 2003 | 443                                        | 15                                           | 10.239                               | 452                                |
| 2002 | 442                                        | 14                                           | 9.430                                | 441                                |
| 2001 | 384                                        | 21                                           | 8.994                                | 429                                |

### Azionisti
- Crédit Agricole Italia (100%)

## Governance

### Consiglio di amministrazione
L'Assemblea dei Soci nomina il Consiglio di Amministrazione a cui viene attribuita l'amministrazione ordinaria e straordinaria della società. Il Consiglio può nominare Comitati Consiliari al proprio interno a cui delegare proprie attribuzioni.

### Collegio Sindacale
L'Assemblea dei Soci nomina anche il Collegio Sindacale che è incaricato della vigilanza sull'osservanza delle norme di legge, regolamentari e statutarie, e anche sul rispetto dei principi di corretta amministrazione.

## Partner

### Carte di pagamento
- Nexi Payments S.p.A.

### Credito al consumo
- Agos Ducato

### Finanziamenti contro cessione del quinto dello stipendio
- Pitagora S.p.A.
- IBL Banca S.p.A.[43]

### Fondi comuni e SICAV
- Anima Sgr S.p.A.
- Arca SGR S.p.A.
- Eurizon Capital SGR S.p.A.
- J.P.Morgan Asset Management
- Julius Baer Funds

### Assicurazioni

#### Investimento e risparmio
- Crédit Agricole Vita S.p.A.
- Allianz S.p.A.
- Aviva S.p.A.
- Genertellife S.p.A. (Gruppo Generali)

#### Protezione della persona e dei beni
- Aviva S.p.A.
- Genertel S.p.A.
- Global Assistance S.p.A. (Gruppo Ri-Fin S.r.l.)

#### Welfare e previdenza complementare
- Assicurazioni Generali S.p.A.

## Arte e innovazione

### Arte

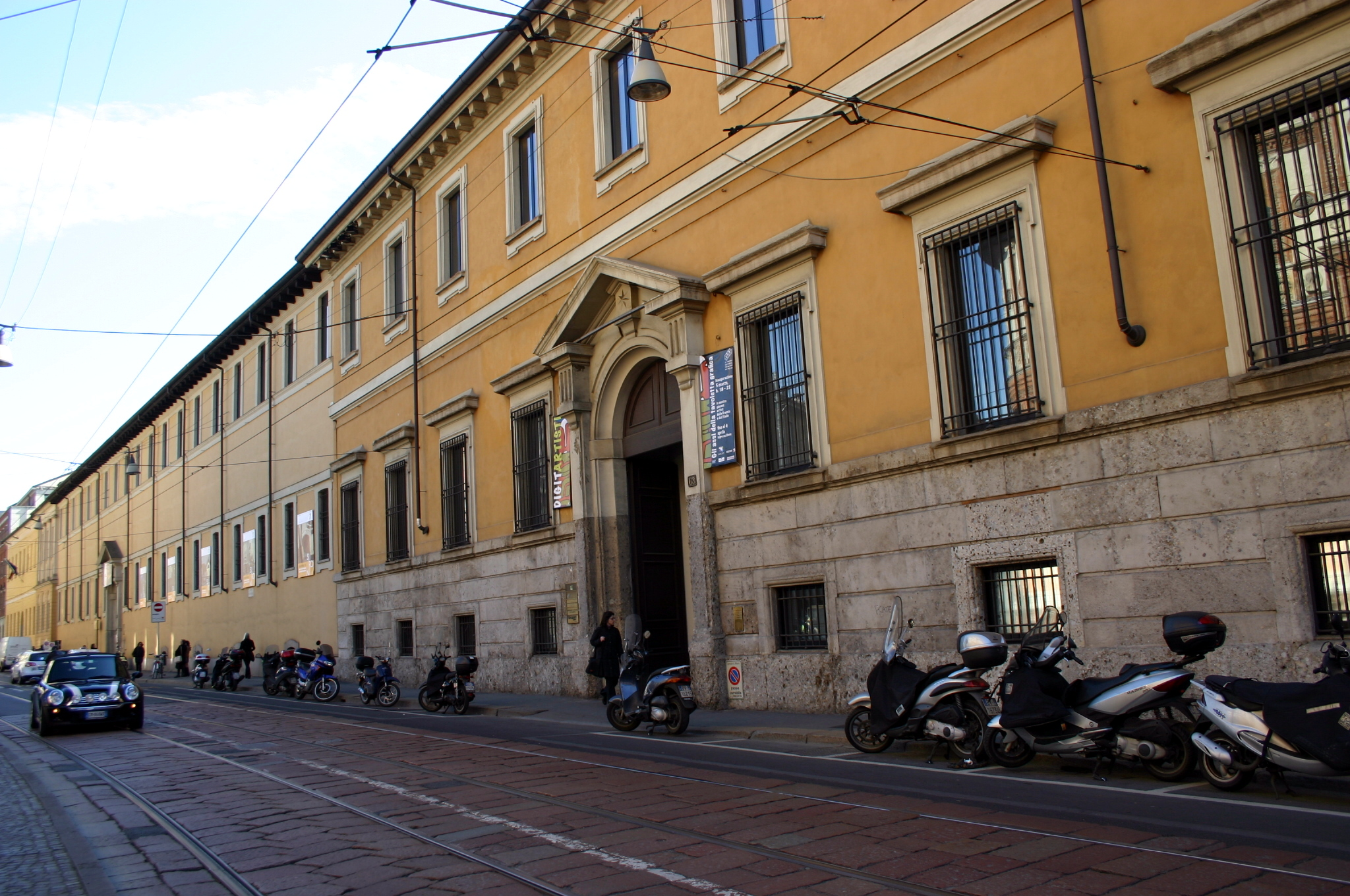
Palazzo delle Stelline, Milano, sede della Galleria Gruppo Credito Valtellinese

Creval ha negli anni collezionato una raccolta di arte che include pittura, grafica e scultura. L’attività collezionistica iniziò nei primi decenni di vita dell’impresa e la prima galleria venne aperta presso il Palazzo delle Stelline a Milano nel 1987.
L'arte contemporanea è ben rappresentata nella collezione della banca grazie all’attività espositiva che il Credito Valtellinese porta avanti dal 1987, anno in cui venne inaugurata l'ultima mostra di Andy Warhol (1928-87) che, ispirata all'affresco leonardesco della vicina basilica di Santa Maria delle Grazie, portava il titolo di «The Last Supper».
Era il 1984 quando Andy Warhol ricevette la richiesta di lavorare sul tema dell’Ultima Cena per una mostra da realizzare al Refettorio del Palazzo delle Stelline in corso Magenta a Milano. La mostra di Andy Warhol venne inaugurata nel 1987 e rappresentò l'inaugurazione della Galleria del Credito Valtellinese di cui Alexander Iolas era direttore artistico. L’artista donò l'opera al Credito Valtellinese alla fine dell’evento.
Negli ultimi mesi del 2020 l'opera è tornata ad essere oggetto di una mostra dal titolo "The last supper recall" nel Refettorio delle Stelline.

### Innovazione
Creval nel 2017 ha introdotto l'intelligenza artificiale per innovare il modello di servizio dell’help desk, prima basato sul contatto telefonico, con l'obiettivo di migliorare l’efficienza operativa e la qualità del servizio. 
È nato così Alfredo un ChatBot che viene usato all’interno della banca, un’IA basata su tecnologie cognitive e di machine learning. Alfredo riceve le richieste di assistenza dei colleghi poste in linguaggio comune e le gestisce e finalizza in autonomia inoltrandole ad un collega umano solo in caso di complessità non da lui risolvibili.

## Premi e riconoscimenti
Alcuni dei riconoscimenti ricevuti dal Gruppo Bancario:
- 2007 - Premio AIFIN - categoria: Iniziative a sostegno dell’imprenditorialità locale[51][52]
- 2008 - Premio AIFIN - Premio Speciale Banca Territoriale dell'anno e categorie: «Iniziative a carattere sociale», «Iniziative a sostegno dello sviluppo locale»[53]
- 2008 - Premio Cerchio D’Oro - Intermediario finanziario più innovativo dell’anno[54][55]
- 2009 - Milano Finanza Global Awards - MF Innovation Award 2009[56]
- 2011 - Premio ABI per l'Innovazione - categoria: Accessibilità ai servizi[57]
- 2012 - Premio ABI per l'Innovazione - Menzione Speciale Innovazione interna e di processo[58]
- 2014 - Premio ABI per l'Innovazione - Premio Innovare per essere più vicini nella categoria Banca Smart[59][60]
- 2015 - 47° Key Award - categoria: editor's choice non food[61]
- 2015 - Forum Unified Communication & Social Collaboration - Primo Premio[62]
- 2015 - Premio Milano Finanza Global Awards - Miglior banca della regione Sicilia nella creazione di valore[63]
- 2015 - Premio Future Bancassurance Forum - Miglior Banca a livello territoriale riconosciuta dal mercato per l’impegno e i risultati nella bancassicurazione[64]
- 2017 - Premio ABI per l'Innovazione - categoria: Tecnologie disruptive e open bank[65][66]
- 2017 - Premio Buone Prassi Lombarde per la Responsabilità Sociale 2017[67]
- 2018 - Premio ABI per l’innovazione - categoria: Innovazione operativa, digitalizzazione e innovazione dei processi interni[68][69]
- 2020 - WebrankingItaly 2020-2021 - Best Improver[70]
- 2021 - Leader della sostenibilità 2021 Il Sole 24 Ore Statista[71]
- 2021 - Financial Times Europe’s Climate Leaders 2021[72]